# Brou
Brou é uma comuna francesa na região administrativa do Centro, no departamento Eure-et-Loir. Estende-se por uma área de 19,81 km². Em 2010 a comuna tinha 3 393 habitantes (densidade: 171,3 hab./km²).